# Nat Friedman

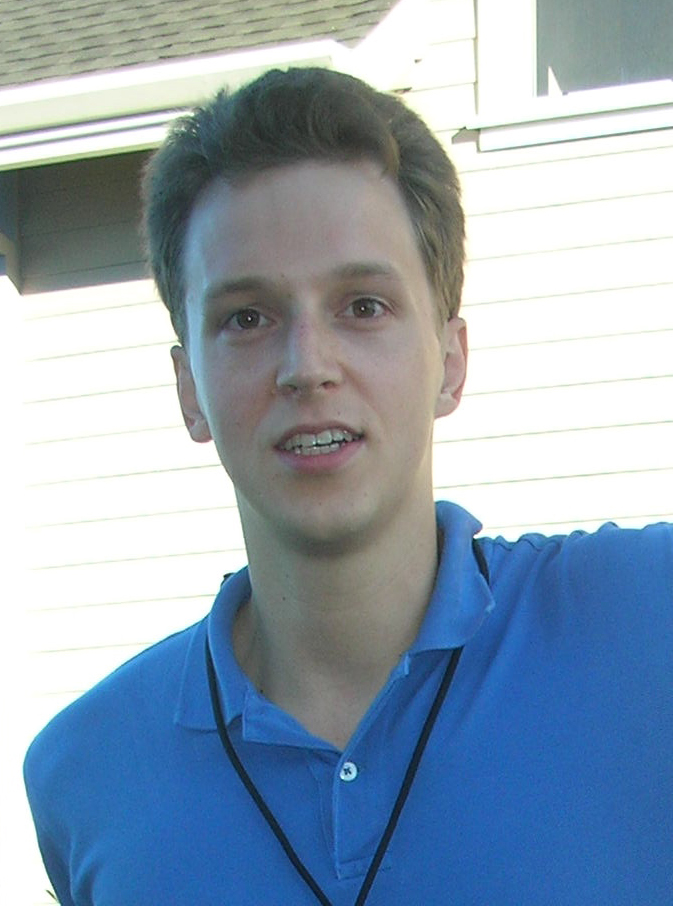
Nat Friedman, 2005

Nathaniel Dourif „Nat“ Friedman (* 6. August 1977) ist ein US-amerikanischer Programmierer, er war Mitgründer und CEO der Firma Ximian (1999–2001), CEO von Xamarin (2011–2016) und war CEO von GitHub von 2018 bis 2021.

## Leben
1999 bekam Friedman vom Massachusetts Institute of Technology den Bachelor-Grad sowohl in Informatik als auch in Mathematik verliehen.
Nach Arbeiten an dem Projekt GNU ROPE gründete er 1999 zusammen mit Miguel de Icaza die Firma Ximian, deren CEO er von 1999 bis 2001 war. Nachdem die Firma fünfzehn Millionen Dollar Risikokapital erhalten hatte, wurde David Patrick als externer CEO berufen. Im Jahr 2003 wurde Ximian von Novell gekauft.
Ab Mai 2011 war Friedman CEO von Xamarin, einem von ihm und Miguel de Icaza gegründeten Unternehmen. Xamarin wurde 2016 von Microsoft gekauft, daraufhin war Friedman als Angestellter bei Microsoft tätig.
Im Juni 2018 kündigte Microsoft die Übernahme von GitHub an und machte nach Abschluss der Übernahme im Oktober 2018 Friedman zum CEO von GitHub. Im November 2021 trat er als CEO zurück, um „zu seinen Startup-Wurzeln“ zurückzukehren. Im Juli 2025 verkündete er via X, dass er dem Superintelligence-Team von Meta beigetreten sei.